# Reed (Arkansas)
Reed – miasto w Stanach Zjednoczonych, w stanie Arkansas, w hrabstwie Desha.